# باربارانو فيسينتينو
باربارانو فيسينتينو (بالإيطالية: Barbarano Vicentino)‏ هي مدينة في مقاطعة فشنزة بمنطقة فنيتة، شمال إيطاليا.